# Steed Malbranque
Steed Malbranque (Mouscron, 6 gennaio 1980) è un ex calciatore belga naturalizzato francese, di ruolo centrocampista.

## Carriera
Cresciuto nelle giovanili dell'Olympique Lione, nel 1997 debutta in prima squadra e fino al 2001 colleziona 87 presenze e 6 gol.
Nel 2001 passa al Fulham dove in 5 stagioni realizza 32 gol in 172 presenze.
Nel 2006 passa al Tottenham Hotspur, dove nella stagione 2006-2007 totalizza 28 presenze e 4 reti. Dopo due anni al Tottenham, il francese passa al Sunderland.
Ha segnato il 150º gol nelle coppe europee del Tottenham nel match di Coppa UEFA contro lo Sporting Braga il 14 marzo 2007 in casa.
Nell'agosto 2011 fa ritorno in patria, firmando un contratto con il Saint-Étienne. Il 6 settembre 2011, dopo una sola presenza, rescinde il contratto con la squadra francese.
Il 26 agosto 2012 viene ingaggiato dall'Olympique Lione firmando un contratto annuale.
Ha fatto parte della Francia under 21.

## Palmarès

### Club

#### Competizioni nazionali
- Coppa di Lega francese: 1

Olympique Lione: 2000-2001
- Coppa di Lega inglese: 1

Tottenham: 2007-2008

#### Competizioni internazionali
- Coppa Intertoto UEFA: 1

Fulham: 2002